# Durlach

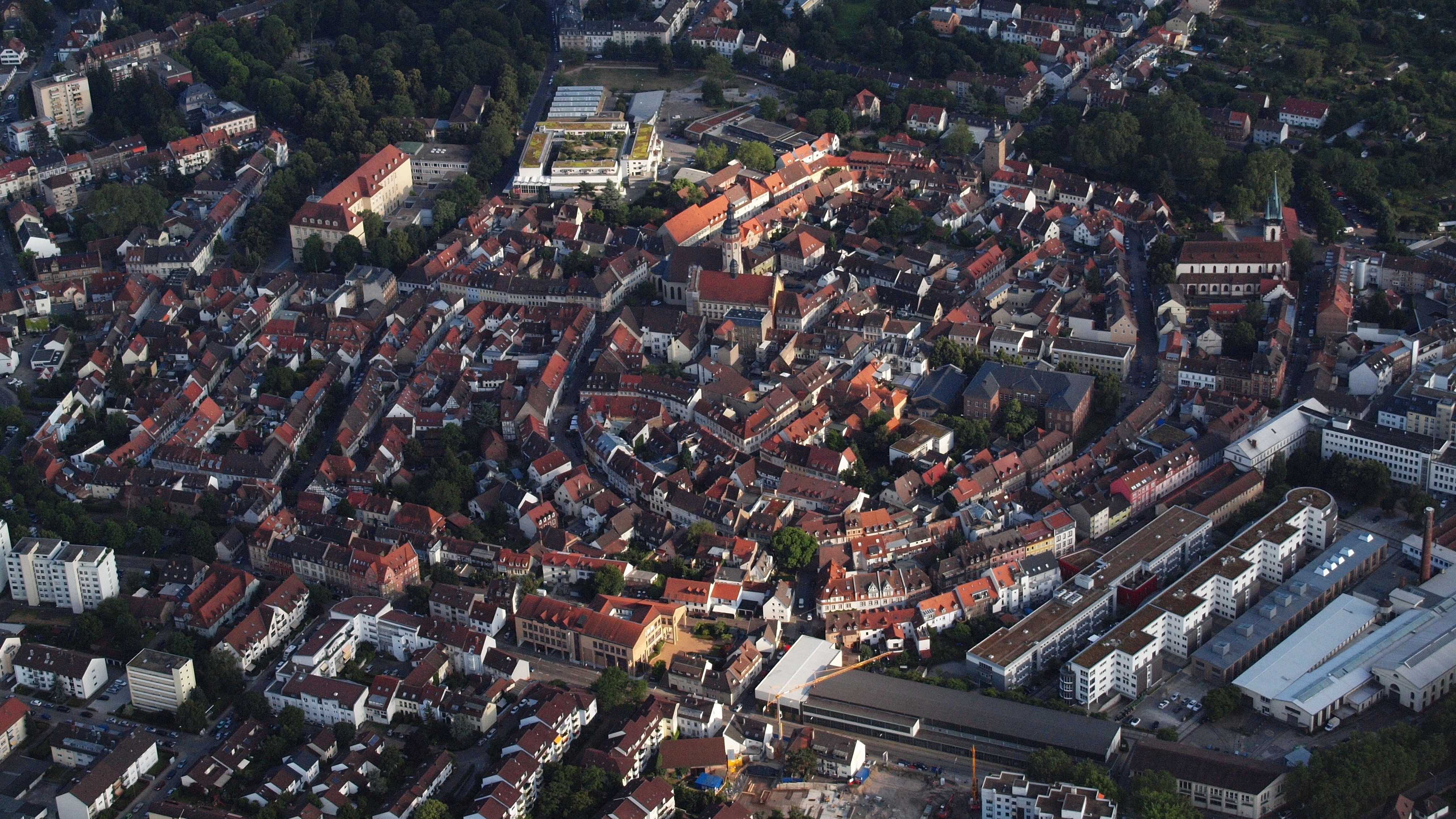
Luchtfoto van de oude stad vanuit het noorden

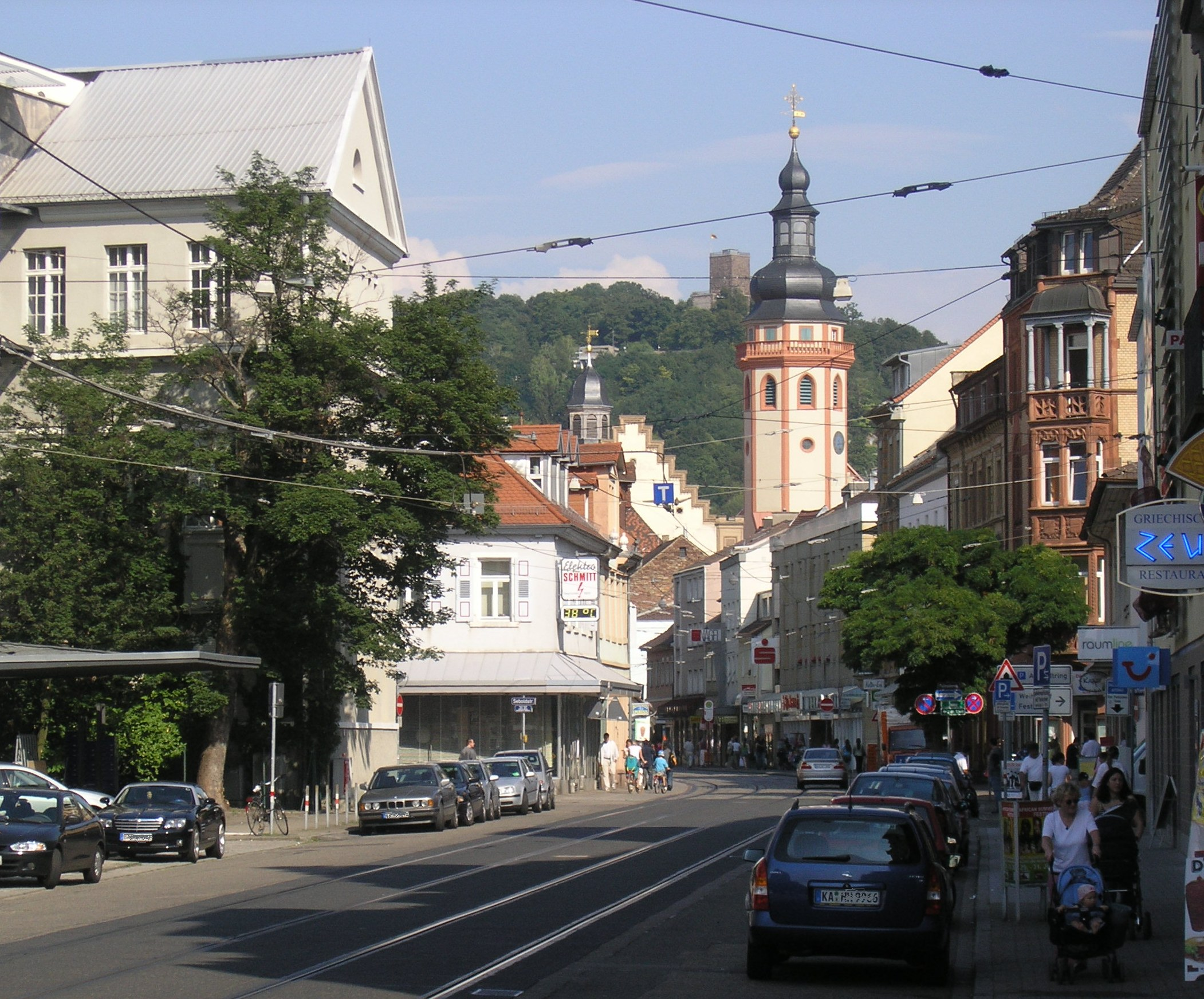
Centrum met de Turmberg

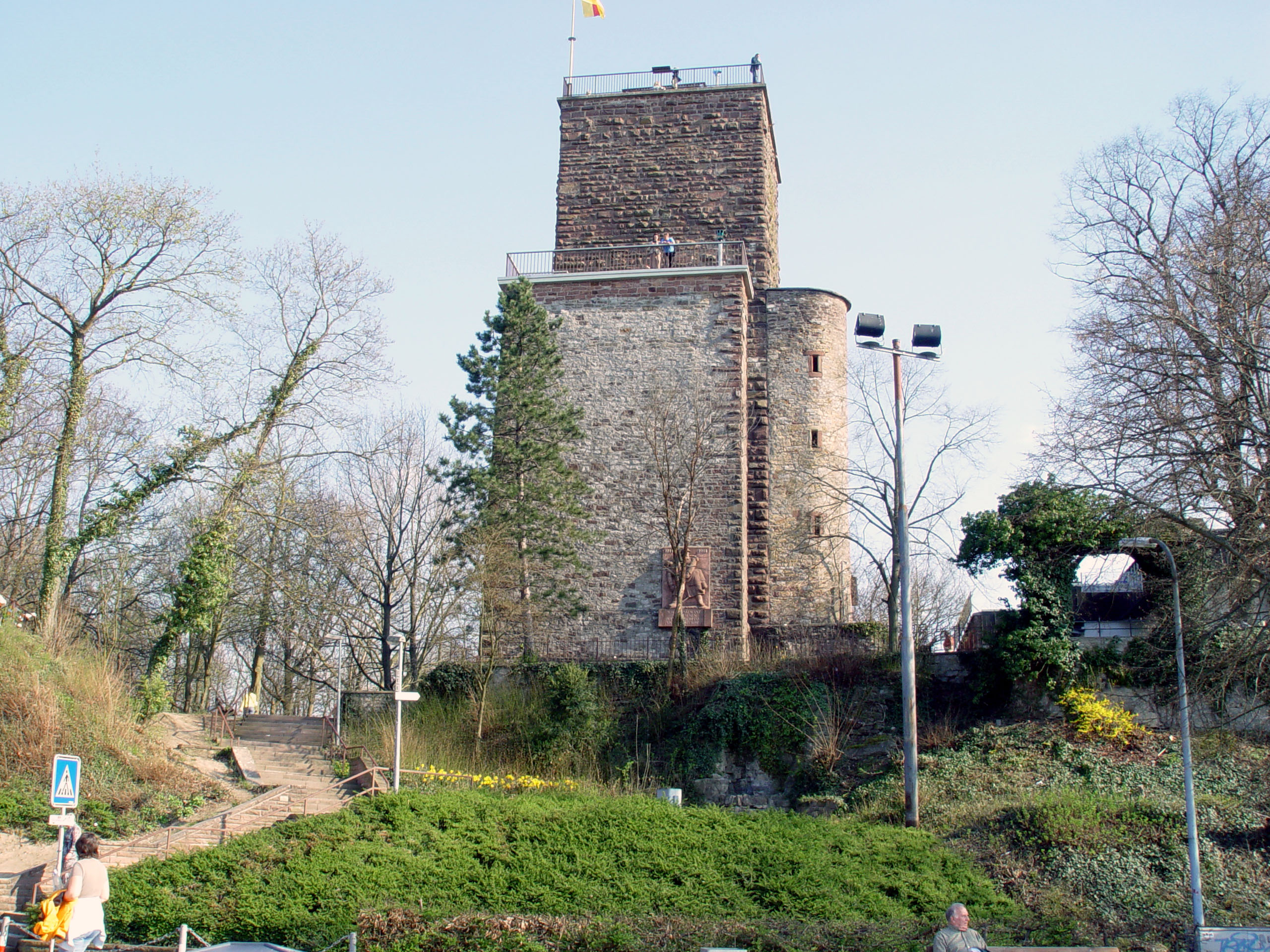
Turmbergruïne

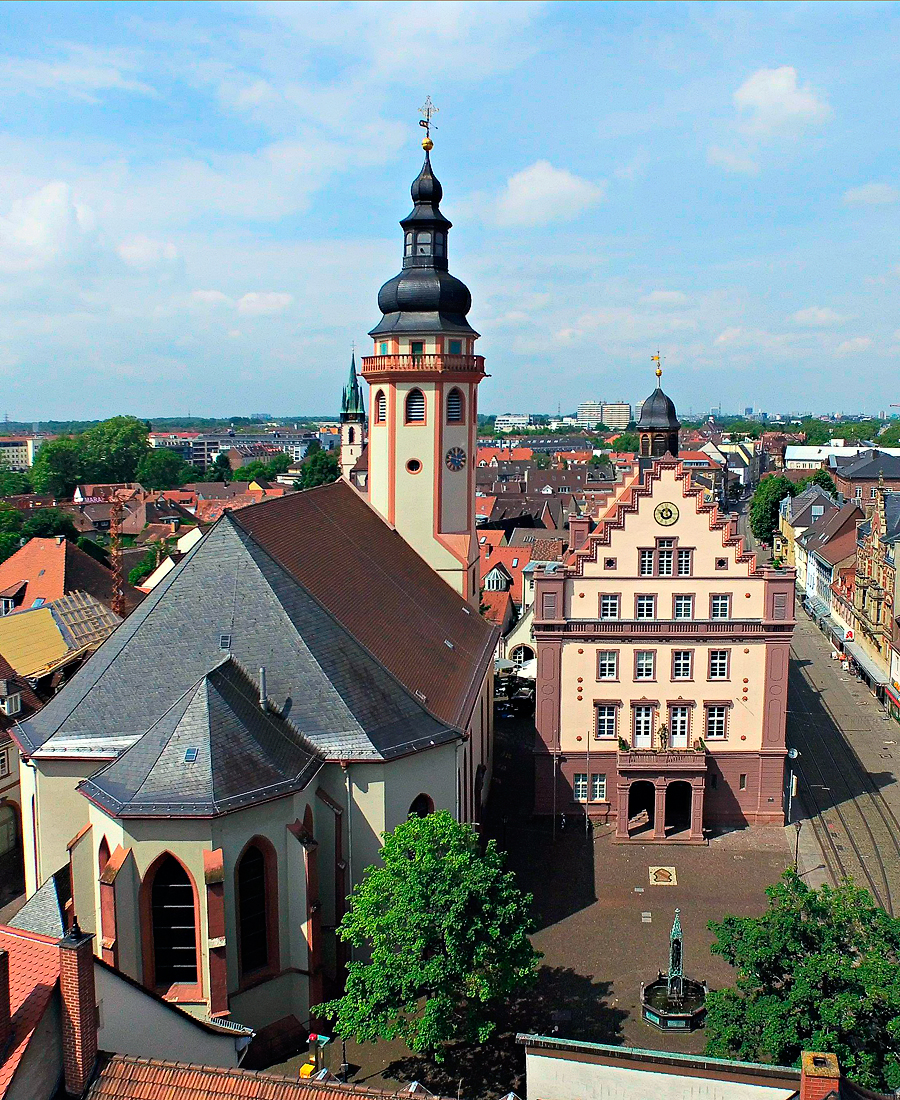
Kerk, stadhuis en marktplein

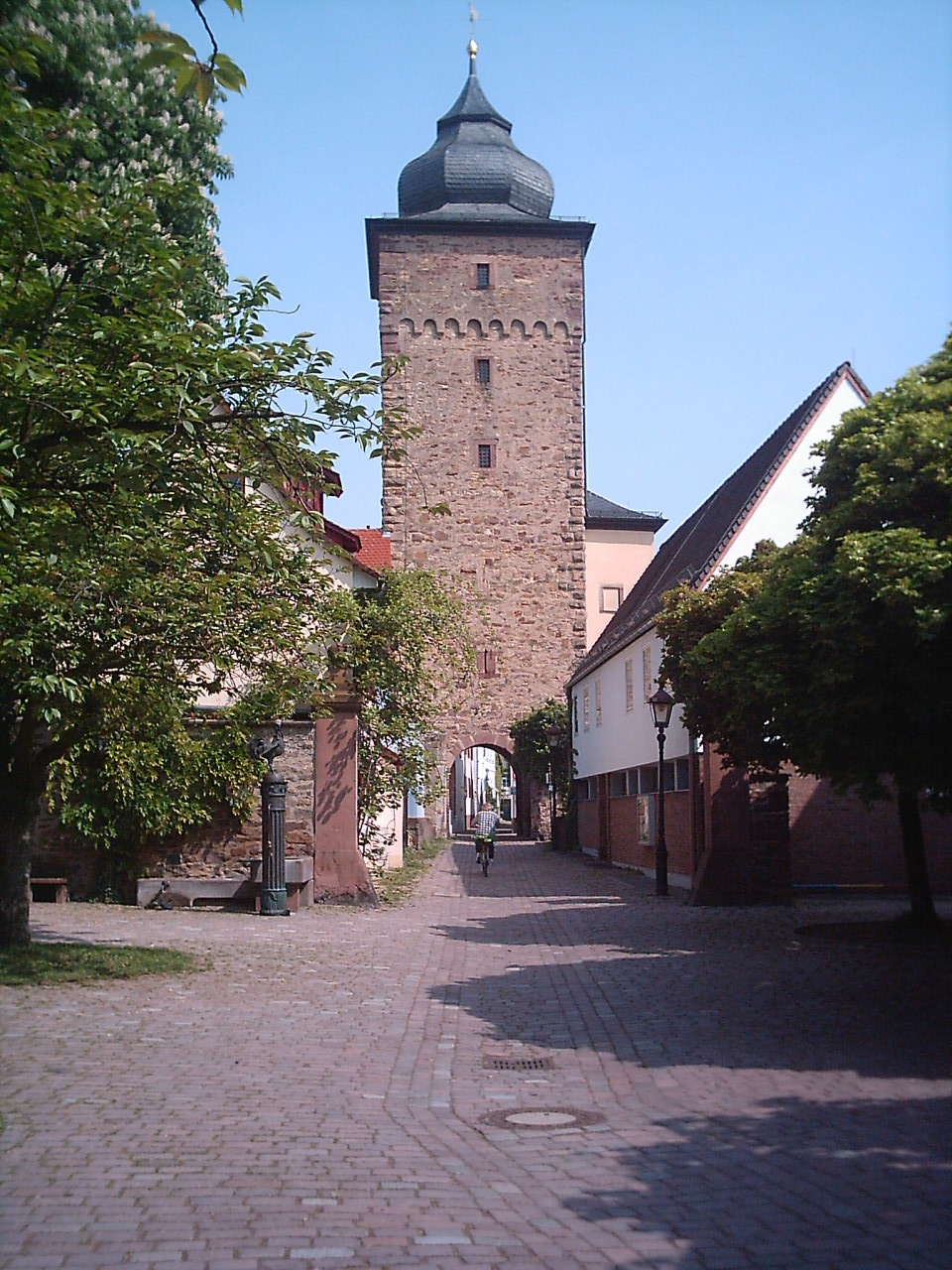
Stadspoort "Bazelse Poort"

Durlach is een stadsdeel van de Duitse stad Karlsruhe met ongeveer 30.000 inwoners (2016). De ooit onafhankelijke stad was van 1565 tot 1718 de residentie van het markgraafschap Baden-Durlach. In 1715 werd vanuit Durlach de nieuwe residentiestad Karlsruhe opgericht, waarin Durlach in 1938 werd opgenomen als stadsdeel.

## Geografie
Het stadsdeel Durlach ligt in het oosten van Karlsruhe. Durlach maakt sinds januari 2021 deel uit van het natuurpark Midden/Noord van het Zwarte Woud.
De meest prominente berg van Durlach is de Turmberg. Op de top staat de ruïne van een kasteel; de kabelspoorweg Turmbergbahn leidt bezoekers naar de ruïne. Direct naast het kasteel ligt de sportschool Schöneck, die af en toe door het Duitse nationale voetbalteam wordt gebruikt als trainingskamp om zich voor te bereiden op internationale wedstrijden.
De Turmberg ligt in het grensgebied van het heuvellandschap Kraichgau en het Zwarte Woud, en is onderdeel van de Kraichgau. Naar het zuiden volgt de Guggelensberg, de Lerchenberg en de Geigersberg, waar het Zwarte Woud begint. Al deze heuvels behoren nog steeds tot Durlach en zijn, vanwege het uitzicht dat ze bieden over de Rijnvlakte, populaire villawoonwijken van Karlsruhe.

## Naam
De oorsprong van de plaatsnaam "Durlach" is niet duidelijk. Een verklaring is dat het afkomstig is van de veldnaam "Dürre Lache". Dit zou dan wijzen op een ondiep meer dat een deel van het jaar droog komt te staan. Dat klinkt plausibel, want Durlach werd op een grindeiland gesticht in de zogenaamde Kinzig-Murg-Rinne, een vochtige laagte. De "Dürrbach", een beekje dat door Durlach loopt, is bovendien een beek die vaak droog ligt en alleen water bevat als het voldoende regent.
Een andere verklaring voert de plaatsnaam terug naar een veldnaam die oorspronkelijk verwees naar het gebied onder de Turmbergtoren. "Dur-" moet dan worden herleid tot 'toren' (van het Latijnse turris ) en "-lach" naar het Oudhoogduits 'blah', 'lah' en 'lâch', het woord voor een grensteken.
De inwoners van Durlach noemen zichzelf Dorlacher of Letschebacher.

## Geschiedenis

### Stichting
De graven van Hohenberg bouwden in de 11e eeuw het kasteelcomplex op de Turmberg en breidden het in de 12e eeuw uit. Na het uitsterven van de geslachten van de graven van Hohenberger en van de heren van Grötzinger viel het graafschap in Pfinzgau tegen het einde van de 12e eeuw terug aan de leenheren, de Staufer.
In 1196 werd Durlach in twee oorkonden van keizer Hendrik VI als villa Durla voor het eerst genoemd. Uit een oorkonde in 1234 opgemaakt door keizer Frederik II in Apricena kan worden afgeleid dat Durla vóór 1220 werd overgedragen aan markgraaf Herman V van Baden in ruil voor goederen in de buurt van Braunschweig, en dat Durlach toen al een stad (civitas) was. Het zou kunnen dat keizer Heinrich VI de plaats in 1191/1192 stichtte op de plek van een eerdere nederzetting, toen hij die winter in zijn Palts te Hagenau verbleef.
In 1196 stierf hertog Koenraad II van Zwaben, een zoon van keizer Frederik I Barbarossa, in Durlach. Dit wordt gemeld in de Ursberg Kroniek, geschreven rond 1229-1230, die het toenmalige Durlach als oppidum Durlaich (ommuurde plaats, stad) omschreef.
In 1279 verwoestte Konrad III von Lichtenberg, de bisschop van Straatsburg, het kasteel Hohenberg op de Turmberg, dat daarna niet meer werd herbouwd.

### Residentie van de markgraven
In 1556 werd Durlach protestants. In 1565 verplaatste markgraaf Karel II van Baden-Durlach zijn residentie van Pforzheim naar Durlach. Sindsdien noemden de vorsten zichzelf Markgraven van Baden-Durlach. De Karlsburg werd gebouwd, en Durlach beleefde een economische en culturele bloei.
Nadat Durlach al in de Dertigjarige Oorlog was geplunderd, werd het in 1689 volledig vernietigd tijdens de Negenjarige Oorlog door troepen van de Franse koning Lodewijk XIV. Slechts vijf of zes huizen in de oude stad ontsnapten aan de brand. Van de Karlsburg bleef alleen de Prinzessenbau over. Terugkerende vernietiging en plunderingen ruïneerden de Durlacher keer op keer tot de oorlog eindigde in 1697. Landsheer markgraaf Frederik VII verbleef tot zijn terugkeer in 1698 in ballingschap in Bazel. Hij begon met de wederopbouw van Durlach en keerde in 1699 in de Karlsburg terug. In 1709 nam zijn zoon markgraaf Karel Willem de regering over. Hij leefde echter in onmin met zijn vrouw Magdalena Wilhelmine von Württemberg en met de burgers van Durlach, en stopte daarom met de verdere uitbreiding van de Karlsburg.
In 1718 verhuisde markgraaf Karel Willem de residentie naar zijn nieuwe paleis dat sinds 1715 was gebouwd in het midden van het Hardtwald. Rondom de nieuwe residentie ontstond de stad Karlsruhe. Ook de markgrafelijke autoriteiten moesten uit Durlach verhuizen.
In 1735 werd in Durlach de munt gebouwd.

### 19e eeuw
Van 1810 tot 1832 was Durlach de districtsstad Groothertogdom Baden, dat onder Napoleontische druk was gevormd.
In 1843 opende de spoorlijn Karlsruhe - Heidelberg met een treinstation in Durlach. In 1846 richtte Christian Hengst de eerste vrijwillige brandweer van het land op.

### 20e eeuw
In 1921 werd Aue opgenomen in Durlach.
In de loop van de Kristallnacht in 1938 waren er aanslagen op joodse burgers in Durlach. In oktober 1940 werden de overige joodse medebewoners op transport gesteld. Tijdens de Tweede Wereldoorlog kwamen in Durlach 329 mensen om het leven.
In 1938 werd Durlach onderdeel van Karlsruhe, tegen de uitdrukkelijke stem van de Durlachers in. Als concessie werd toen afgesproken dat Durlach alle autoriteiten en kantoren zou mogen behouden. Dat is de reden waarom Durlach de enige wijk van Karlsruhe is met een eigen belastingdienst heeft en een eigen rechtbank. Aan de rechtbank was een gevangenis verbonden, waar  kortstondig Rudolf Augstein zat opgesloten tijdens de Spiegel-affaire. De gevangenis werd in 1990 afgebroken, onder protest van de bevolking. In 1989 behield Durlach een onafhankelijke lokale grondwet en een gemeenteraad.

## Gemeenteraad
De voorzitter van de gemeente Durlach is sinds 2014 burgemeester Alexandra Ries. De gemeenteraad is voor de zittingsperiode 2019-2024 als volgt samengesteld:
- Groen 8 zetels
- CDU 5 zetels
- SPD 3 zetels
- FDP 2 zetels
- FW 2 zetels
- AfD 1 zetel
- Links 1 zetel

## Cultuur en bezienswaardigheden

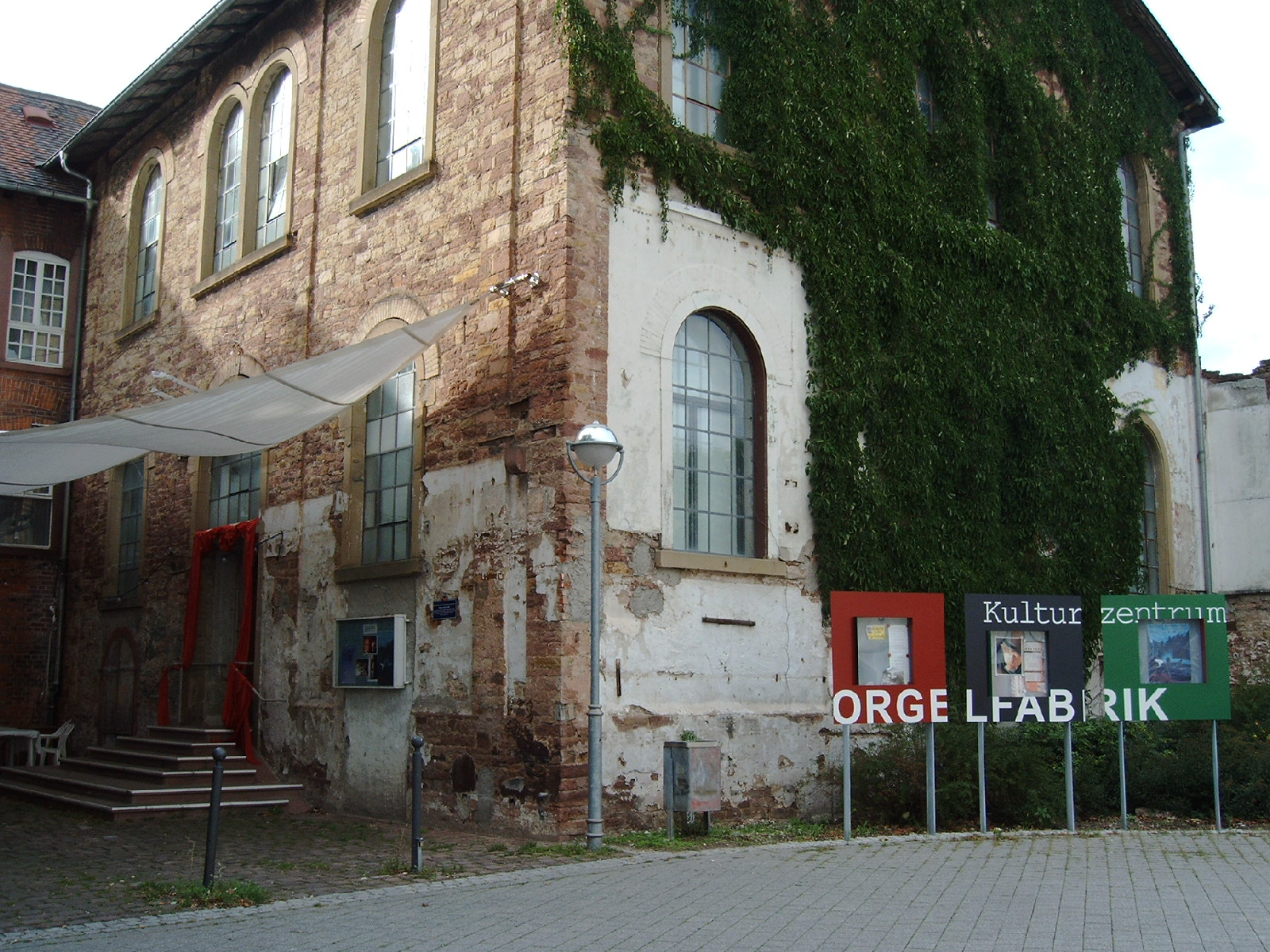
Orgelfabriek in Durlach

### Theater, muziek en tentoonstellingen
Evenementencentrum van de orgelfabriek

In de 19e en 20e In de 19e eeuw was de Voit'sche orgelfabriek een van de belangrijkste orgelbouwplaatsen in Europa. Tegenwoordig wordt de fabriek door meerdere organisaties gebruikt:
- Die Orgelfabrik – Kultur in Durlach e.V.
- Cabaret "Die Spiegelfechter"
- Theater in der Orgelfabrik

Muziek in de stadskerk Durlach

In de stadskerk van Durlach worden regelmatig concerten gegeven. In 1999 werd het historische Stumm-orgel ingewijd na een uitgebreide renovatie door de Zwitserse orgelbouwer Goll.

### Musea

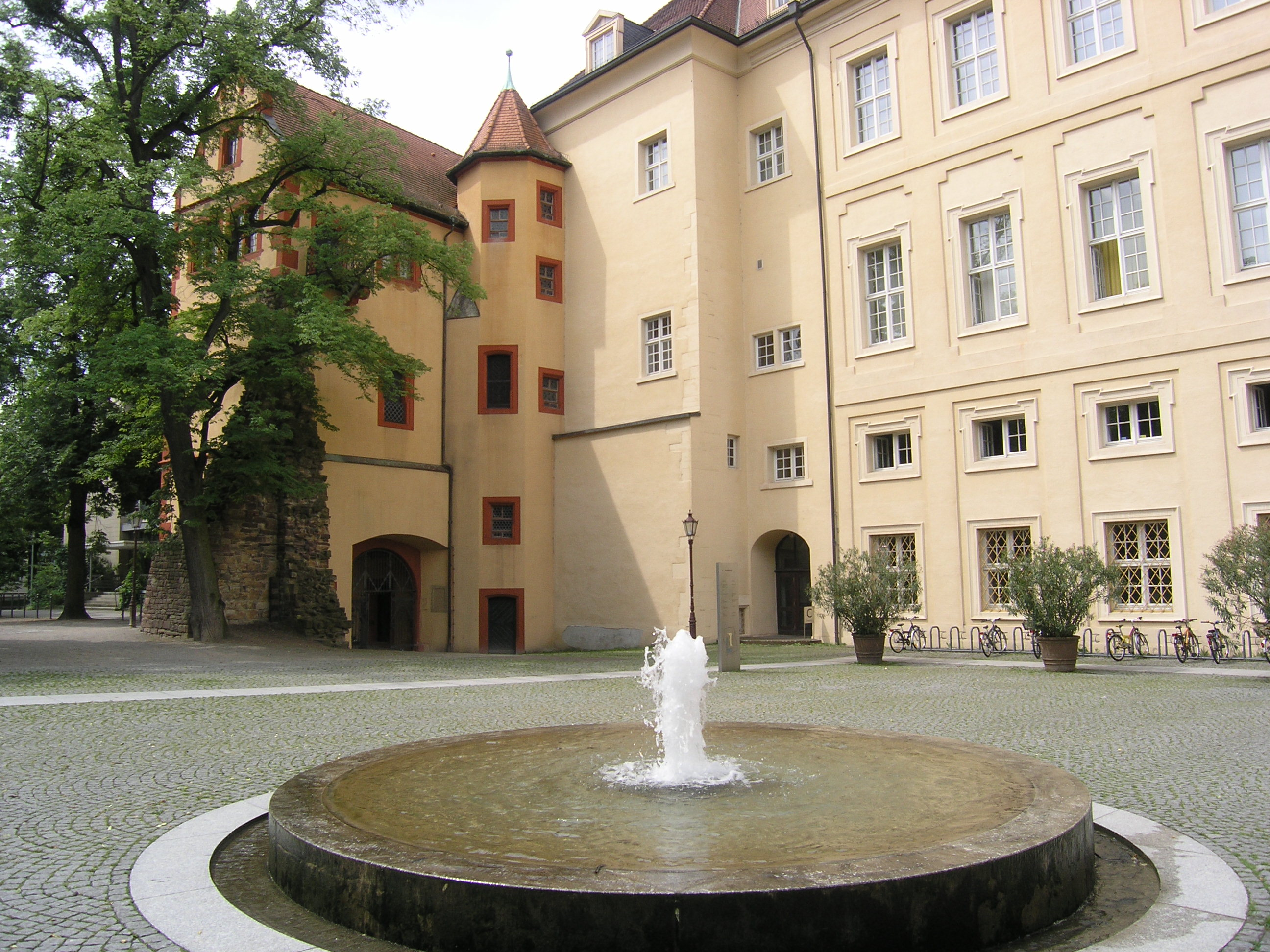
Karlsburg

Het Karlsburg-paleis herbergt twee musea:
- Karpatenmuseum: materiële cultuur, gebruiken en tradities van de voormalige Duitse inwoners van Slowakije.
- Pfinzgaumuseum : geschiedenis van de districtsstad Durlach, als residentie van de markgraven van Baden, de ontwikkeling van landbouw, ambachten en industrialisatie.

### Gebouwen
- De Bazelse stadspoort (Basler Torturm).
- Stadskerk.
- Karlsburg.

### Begraafplaatsen
Er zijn twee begraafplaatsen in Durlach: de Alter Friedhof Durlach (16e eeuw), dat na de Tweede Wereldoorlog werd omgevormd tot een park, en de Friedhof Durlach (1902).

## Economie

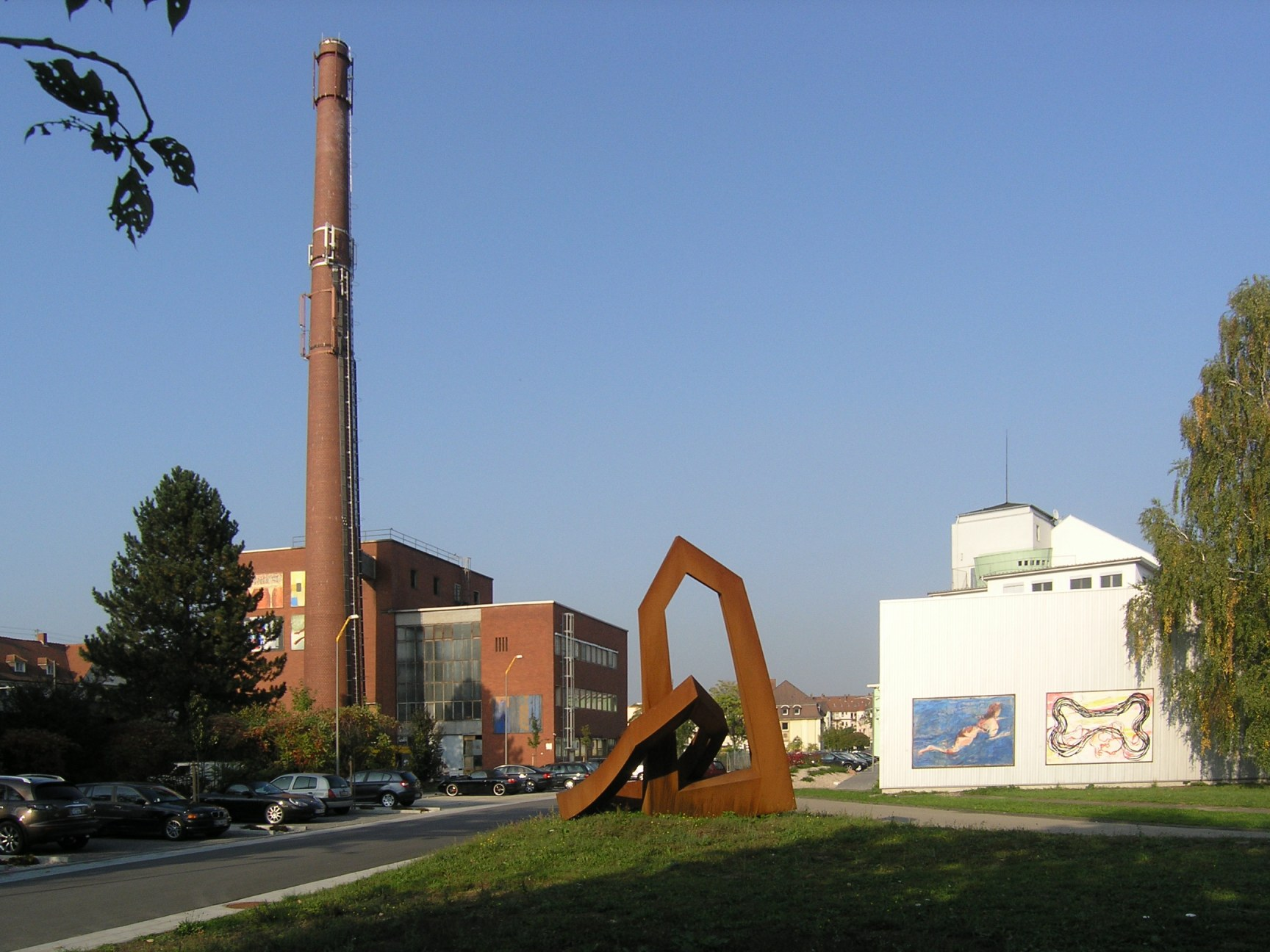
RaumFabrik (voorheen Pfaff)

De orgelfabriek Heinrich Voit & Sons, de Badische Maschinenfabrik Durlach en de naaimachine- en voertuigfabrikant Gritzner (het latere Pfaff) waren belangrijke ondernemingen binnen hun bedrijfstakken. Van dit soort industrie is weinig meer over, en in de voormalige fabrieksgebouwen is andersoortige bedrijvigheid ondergebracht, zoals incubators en Web.de AG. gevestigd.
Fiducia IT AG is gevestigd in de wijk Killisfeld. Het farmaceutisch bedrijf Dr. Willmar Schwabe his nabij het station gevestigd. In een groot industriegebied ten noorden van het stadscentrum van Durlach, in de directe nabijheid van de afrit Karlsruhe-Nord, zijn verschillende bedrijven gevestigd. Onder andere zijn hier een logistiek centrum van Bosch, het hoofdkantoor en de productie van de Vollack bouwtechniekgroep, het hoofdkantoor en een productiefaciliteit van de internationale verpakkingsmachinefabrikant Romaco en de fabrikant van plastic venstersystemen Aluplast gevestigd.

## Verkeer

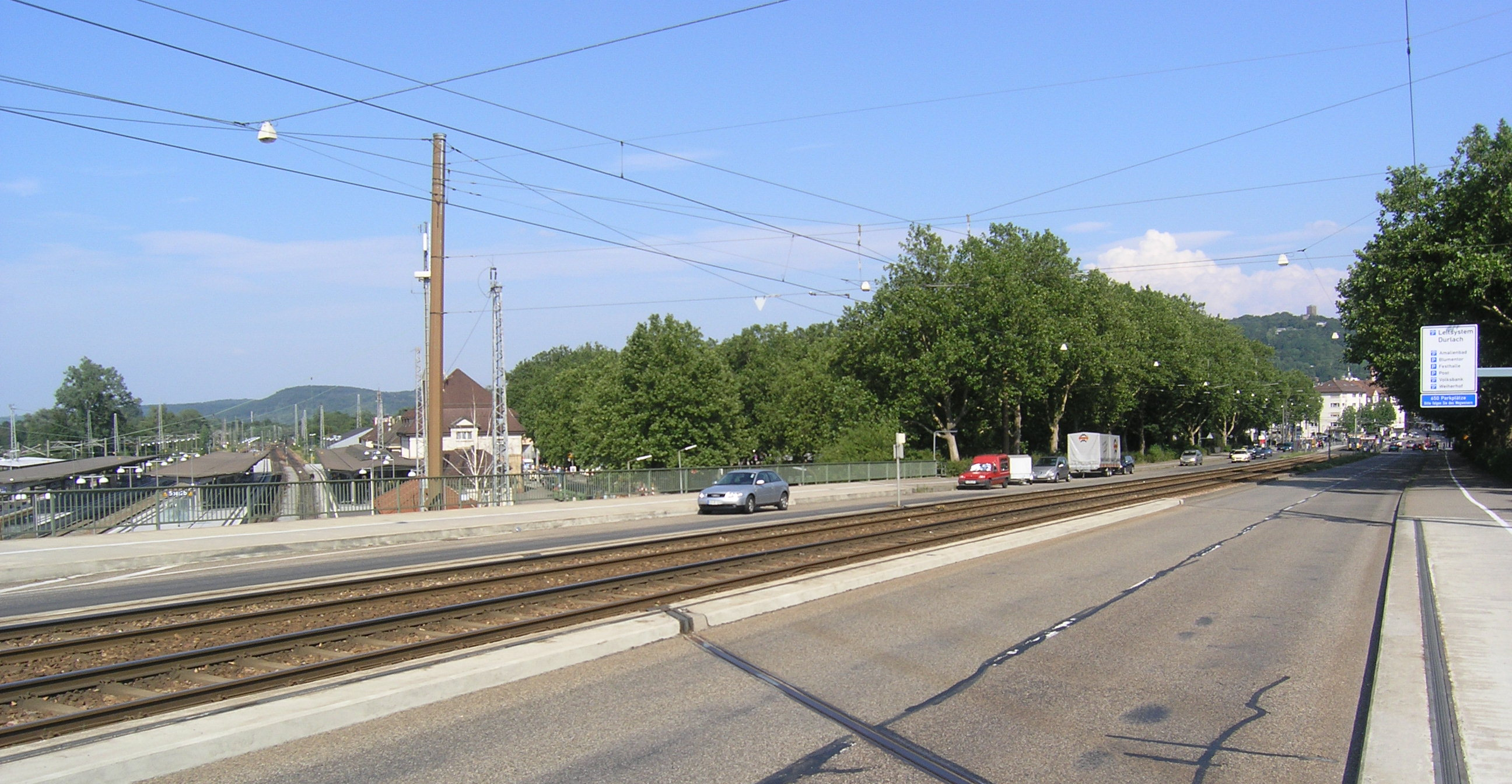
Durlach treinstation en Durlacher Allee

Met de oprit Karlsruhe-Durlach in de A5 is de wijk direct aangesloten op het Duitse hoofdwegennet. Andere knooppunten van de snelweg, via welke Durlach en het omliggende gebied gemakkelijk te bereiken zijn, zijn Karlsruhe-Nord en Karlsruhe-Mitte (AS 45). De rijkswegen 3 (noord-zuid) en 10 (oost-west) kruisen elkaar tussen Durlach en het district Grötzingen.
Station Durlach is een overstappunt voor de Karlsruhe lightrail, de S-Bahn RheinNeckar, regionaal vervoer en langeafstandstreinen. Daarnaast verbinden tram- en lightraillijnen Durlach met het stadscentrum van Karlsruhe. Tramlijn 1 loopt direct door het centrum van Durlach. Lijn 2 loopt via Durlach-Aue naar Wolfartsweier.

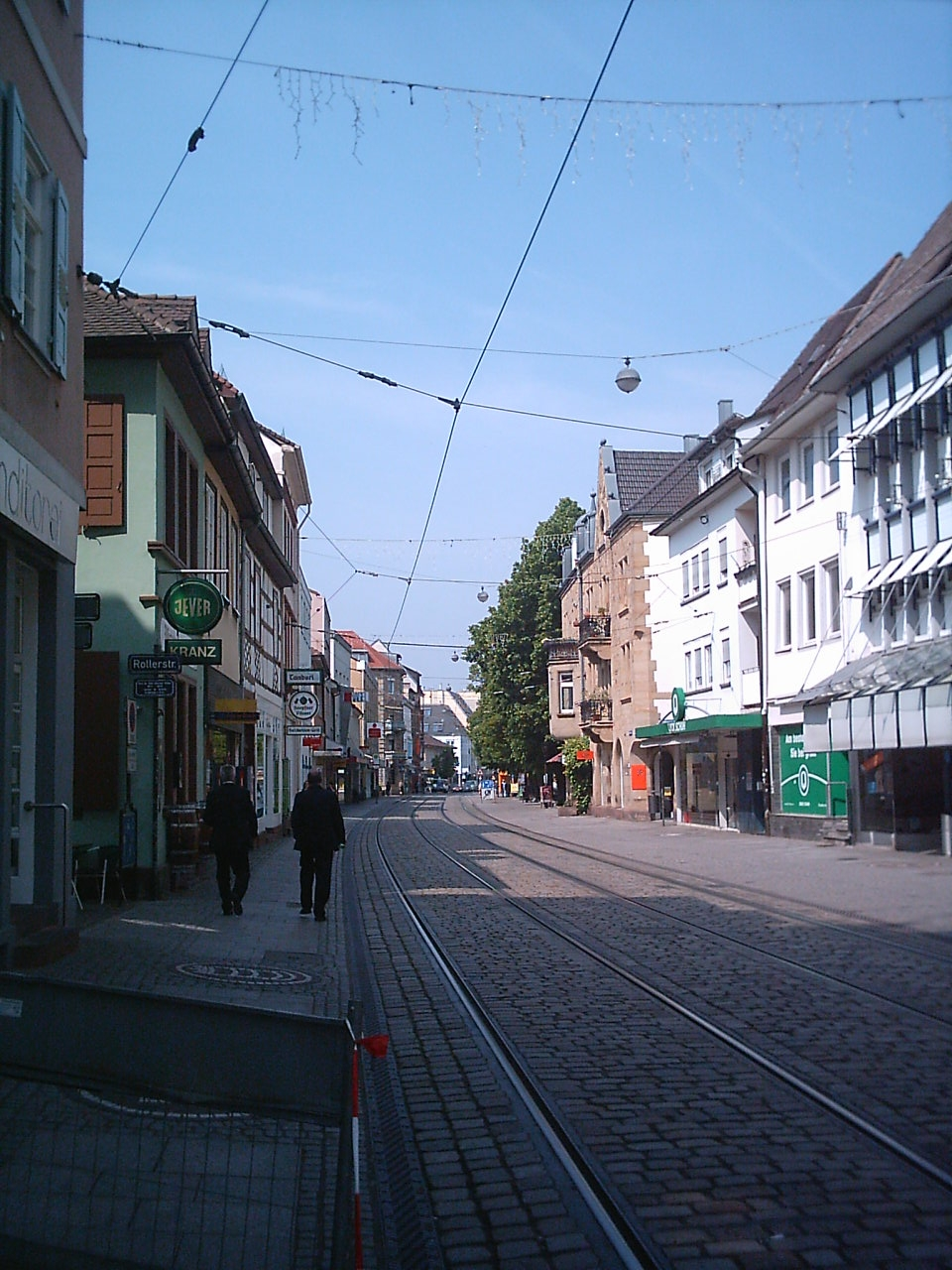
Pfinztalstraße, de belangrijkste winkelstraat van Durlach

## Bekende personen uit Durlach

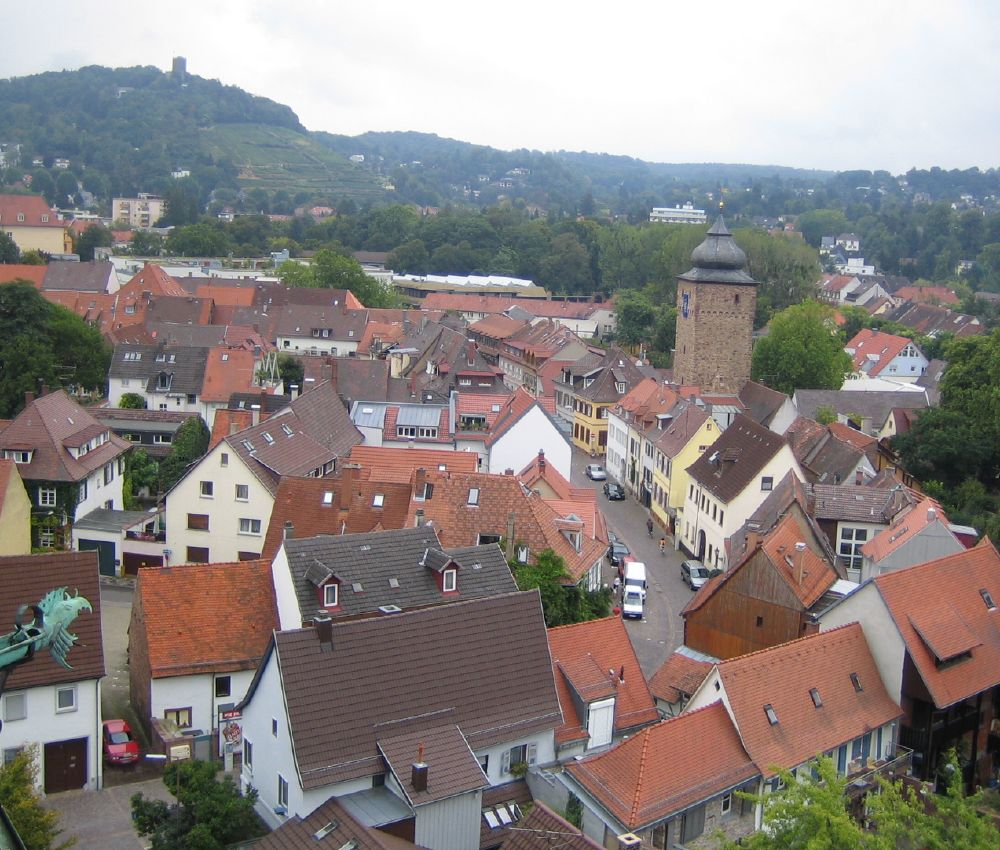
Oude stad met de Basler Torturm

- Ernst Frederik van Baden-Durlach (1560-1604), markgraaf van Baden-Durlach
- Ernst Brinck (1582-1649), Nederlands taalkundige en bibliothecaris; burgemeester van Harderwijk
- Elisabeth von Baden-Durlach (1620-1692), dichteres
- Karl Magnus van Baden-Durlach (1621-1658)
- Karl Gustaaf van Baden-Durlach (1648-1703)
- Karel III Willem van Baden-Durlach (1679-1738), markgraaf van Baden-Durlach, stichter van Karlsruhe
- Johanna Elisabeth von Baden-Durlach (1680-1757), hertogin van Württemberg, echtgenote van hertog Everhard Lodewijk van Württemberg
- Karl Friedrich Drollinger (1688-1742), archivaris, dichter en vertaler
- Karel August van Baden-Durlach (1712-1786), markgraaf van Baden-Durlach
- Johann Ludwig Kisling (1746-1815), hofschilder uit Baden
- Michael Friedrich Wild (1747-1832), natuurwetenschapper
- Karl Wilhelm Ludwig Friedrich von Drais von Sauerbronn (1755-1830), rechter en ereburger van Durlach (sinds 1827)
- Johann Georg Heinrich Ofen (1768-1830), klarinettist, componist en schilder
- Christian Haldenwang (1770-1831), graveur
- Georg Friedrich von Reichenbach (1771-1826), uitvinder en ingenieur
- Carl Baumgärtner (1790-1847), ambtenaar en politicus, ereburger van Durlach
- Christian Hengst (1804-1883), stadsarchitect in Durlach
- Jakob Hochstetter (1812-1880), architect
- Ludwig Dürr (1822-1891), Pruisische generaal-majoor
- Ludwig Eichrodt (1827-1892), dichter
- Robert von Unger (1828-1887), Pruisische generaal-majoor
- Karl Weysser (1833-1904), architectuur- en landschapsschilder
- Heinrich Voit (1834-1914), orgelbouwer
- Friedrich Ratzel (1869-1907), architect en universiteitsprofessor
- Friedrich Alfred Schmid Noerr (1877-1969), culturele en religieuze filosoof, professor aan de universiteit en schrijver
- Otto Wagener (1888-1971), generaal-majoor, politicus (NSDAP) en economisch adviseur van Adolf Hitler
- Heinrich Berggötz (1889-1973), politicus (CSVD, CDU, BVP, NPD)
- Robert Kraus (1898-1970), werktuigbouwkundig ingenieur en professor aan de universiteit
- Wilhelm Beuttel (1900-1944), verzetsstrijder en lid van het Hessische deelstaatparlement
- Emil Dreher (1901-1981), elektrotechnisch ingenieur en nazi-sportfunctionaris
- Willi Häfner (1903-1963), politicus (CDU)
- Gerhard Caemmerer (1905-1961), advocaat en nazi-tegenstander
- Bernhard Schroth (1908-1986), lid van het staatsparlement
- Otto Kamenzin (1909-1944), voetballer
- Werner Nachmann (1925-1988), ondernemer en politicus (CDU), voorzitter van de Centrale Raad van Joden in Duitsland 1969-1988
- Siegfried Kessler (1941-2013), voetballer
- Kuno Bärenbold (1946-2008), schrijver
- Doris Schmidts (1988), schoonheidskoningin en Miss Duitsland 2009

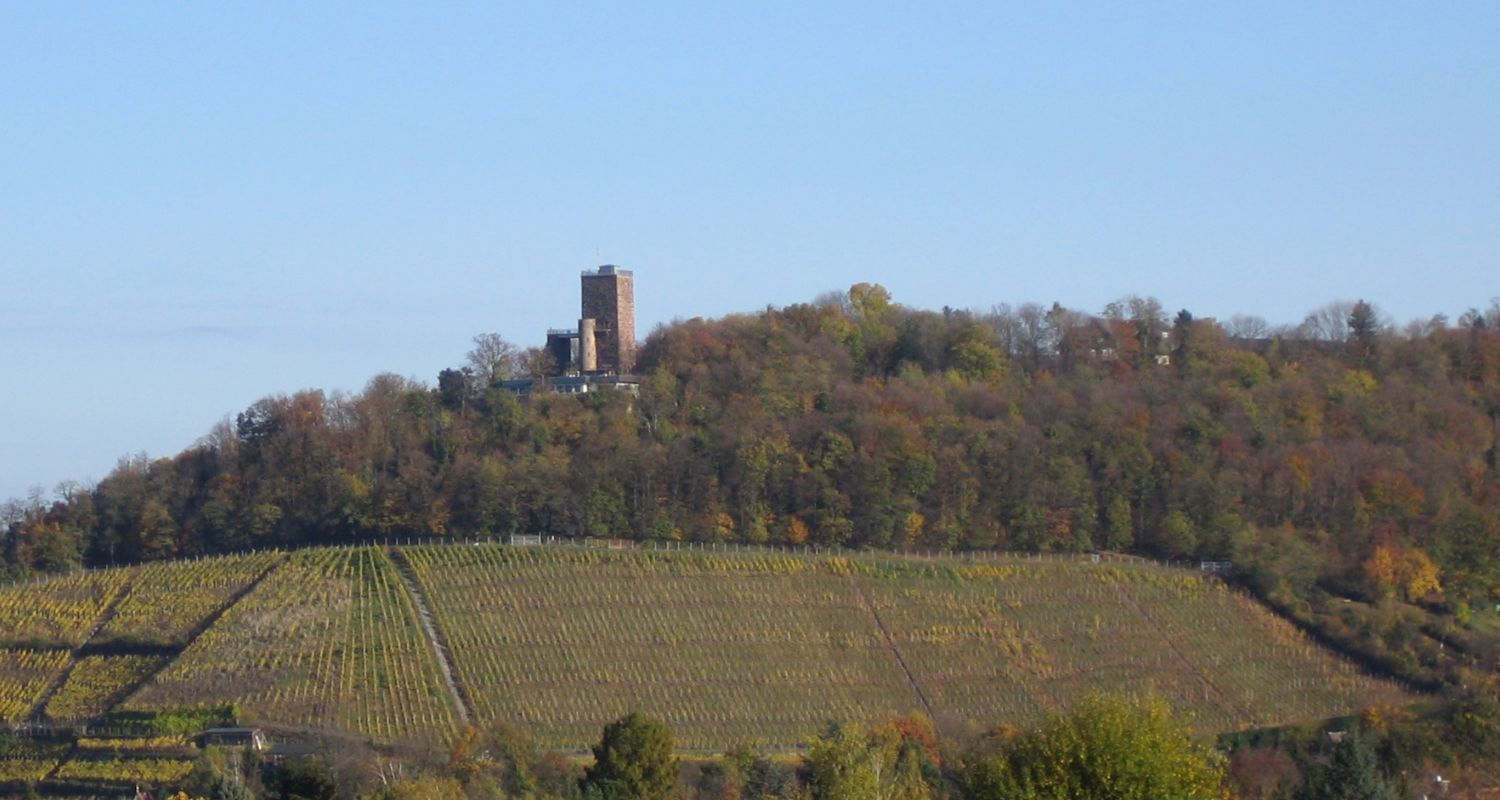
Turmberg met het eindpunt van de Turmbergbahn